# Dipteronia
Dipteronia é um género botânico pertencente à família Sapindaceae.